# 栗木站
栗木站位于湖北省武穴市四望镇栗木村，是京九铁路的一座火车站，等级为四等站，距北京西站1238公里，距常平站1077公里，本站及相邻上下行区间均为电气化区段。车站建于1996年，现办理客运、货运业务。

## 事故
2011年5月13日0时栗木站下行线发生断轨，所幸该站值班员及时发现，通知后续列车停车，未造成人员伤亡。线路在10分钟后恢复畅通。